# Pteronymia browni
Pteronymia browni är en fjärilsart som beskrevs av Fox 1945. Pteronymia browni ingår i släktet Pteronymia och familjen praktfjärilar. Inga underarter finns listade.